# Holotrichia rugata
Holotrichia rugata är en skalbaggsart som beskrevs av Moser 1915. Holotrichia rugata ingår i släktet Holotrichia och familjen Melolonthidae. Inga underarter finns listade i Catalogue of Life.